# روبرت زولي
روبرت زولي (مواليد 5 فبراير 1992 في النمسا) لاعب كرة قدم نمساوي لعب سابقاً لصالح نادي اتحاد كلباء .

## روابط خارجية
روبرت زولي على موقع الاتحاد الدولي (مؤرشف)  (الإنجليزية)
- روبرت زولي على موقع الاتحاد الأوربي (الإنجليزية)
- روبرت زولي على موقع قاعدة بيانات كرة القدم.إي يو (الإنجليزية)
- روبرت زولي على موقع Soccerbase.com (لاعب) (الإنجليزية)
- روبرت زولي على موقع Soccerway.com (الإنجليزية)
- روبرت زولي على موقع عالم كرة القدم.نت (الإنجليزية)
- روبرت زولي على موقع AS.com (الإسبانية)